# Biržai
Biržai (polsky Birże) je město v regionu Aukštaitija na severu Litvy, v němž žije přibližně 10 tisíc obyvatel. Je správním centrem stejnojmenného okresu v Panevėžyském kraji.
O původu názvu existují dvě teorie: podle jedné pochází ze slova beržas („bříza“, podle okolní lesů), podle druhé z biržė („hranice“, podle blízkosti k Lotyšsku). První písemná zmínka pochází z roku 1455. Roku 1575 vznikla Širvėna, nejstarší umělá vodní nádrž na Litvě. Roku 1589 se stalo Biržai městem podle magdeburského práva. Radziwiłłové zde vybudovali pevnost, později přestavěnou na renesančně–barokní zámek. V roce 1701 zde byla podepsána Biržaiská smlouva o společném postupu Polsko-litevské unie a Ruska proti Švédům. Biržai patřilo k centrům litevské protestantské menšiny, žili zde také Lipkové a Židé. V srpnu 1941 bylo 2400 místních Židů zavražděno v nedalekém lese nacistickými jednotkami. Původní město bylo za druhé světové války téměř kompletně zničeno, poválečná obnova se nesla ve stylu sovětské architektury.
Město je známé především díky pivovarnické tradici. Existují zde také podniky zabývající se výrobou stavebních materiálů a zpracováním lnu. V okolí se nachází Biržaiský regionální park, vyznačující se množstvím krasových závrtů. Na břehu jezera Kirkilai byla v roce 2015 postavena modernistická rozhledna ve tvaru člunu postaveného na výšku.
Ve městě se narodila atletka Austra Skujytė.

## Sport
- FK Širvėna fotbalový klub;
- KK Biržai basketbalový klub;